# Hamakaze (1940)
Hamakaze (浜風) byl třináctý torpédoborec japonského císařského námořnictva třídy Kageró. Byl dokončen v červnu 1941 jako sedmnáctý z devatenácti torpédoborců třídy Kageró. Zúčastnil se druhé světové války v Tichomoří, během které se věnoval převážně eskortním a transportním povinnostem.
V prosinci 1941 doprovázel Nagumův svaz při útoku na Pearl Harbor. Nadále se pak věnoval doprovodu Nagumových letadlových lodí a zúčastnil se tak vylodění v Rabaulu, náletu na Darwin, operací proti Jávě, výpadu do Indického oceánu a bitvy u Midway. V srpnu a září 1942 se zapojil do bojů o Guadalcanal a Milne Bay. V říjnu se zúčastnil bitvy u Santa Cruz, během které opět doprovázel Nagumovy letadlové lodě. Po údržbě v Japonsku, během které byl – jako na prvním japonském torpédoborci – instalován radar, se v prosinci 1942 opět vrátil do jihozápadního Pacifiku. V únoru 1943 se zapojil do evakuace Guadalcalanu a Russellových ostrovů, přičemž byl 8. února zasažen leteckou pumou a opravy v Kure trvaly až do června. Poté se opět zapojil do bojů v Šalomounových ostrovech, kde se zúčastnil několika „krysích transportů“ a bitev v zálivu Kula, u Kolombangary a u Horaniu. Dne 26. srpna byl opět poškozen leteckým útokem a následně se odebral k opravám do Japonska. V listopadu 1943 se vrátil zpět do služby a věnoval se doprovodu těžkých jednotek loďstva a konvojů. V červnu se zúčastnil bitvy ve Filipínském moři a v říjnu se v rámci Kuritova svazu zúčastnil série bitev u Leyte. Poté se opět vrátil k doprovodu těžkých jednotek – naposledy v rámci operace Ten-gó doprovázel ve dnech 6. a 7. dubna 1945 bitevní loď Jamato na její sebevražedné cestě k Okinawě. Dne 7. dubna byl potopen americkými palubními letouny z TF 58.

## Popis
Hamakaze patřil do I. série třídy Kageró a byl objednán na základě doplňovacího programu pomocných plavidel z roku 1937. Jeho výzbroj tvořilo šest 127mm kanónů typu 3. roku ve třech dvouhlavňových věžích typu C (jedné na přídi a dvou na zádi) a dva čtyřhlavňové 610mm torpédomety typu 92 modelu 4. Zásoba šestnácti torpéd typu 93 byla v pozdější fázi války pravděpodobně redukována na osm kusů, aby se kompenzoval nárůst hmotnosti vlivem instalace dalších 25mm děl typu 96.
Během údržby v Japonsku během listopadu 1942 byl Hamakaze pravděpodobně vybaven jedním centimetrovým přehledovým radarem 22 Gó pro sledování vzdušných i hladinových cílů na předním stožáru. Stal se tak prvním torpédoborcem císařského námořnictva, který byl vybaven radarem. Pravděpodobně během oprav v Kure během září a října 1943 byla odstraněna zadní 127mm dělová věž číslo 2 a nahrazena dvěma tříhlavňovými 25mm komplety. Rovněž 25mm dvojčata na plošině vedle zadního komínu byla nahrazena za 25mm trojčata. Další pravděpodobně trojhlavňový komplet se nacházel na plošině před můstkem. Jako jeden z torpédoborců, které se dočkaly roku 1944, byl Hamakaze pravděpodobně vybaven také jedním metrovým přehledovým radarem 13 Gó pro sledování vzdušných cílů na zadním stožáru.

## Služba
Dne 10. června 1945 byl Hamakaze vyškrtnut ze seznamu lodí japonského císařského námořnictva.